# Verneau souterrain
Le Verneau souterrain est une rivière souterraine du Jura franc-comtois.  Elle récolte les eaux du plateau de Déservillers et débouche à Nans-sous-Sainte-Anne avant de se jeter dans le Lison.  C'est une des plus grandes rivières souterraines de France.  Contenant peu de parties noyées, elle est sujette à des crues subites et dévastatrices. L'échappatoire aval (grotte Baudin) n'est utilisable qu'à l'étiage. À la suite de plusieurs accidents, la traversée nécessite une autorisation.

## Historique

### Fournier (1903-1912)
Dès 1898, Eugène Fournier, professeur de géologie à l'Université de Franche-Comté, explore les cavités de la région. En 1903, il explore les Biefs Bousset jusqu'à un premier siphon qu'il pense être en relation avec la grotte de la Vieille Folle. Il estime le développement des biefs à deux kilomètres pour cent mètres de profondeur. Il s'y perd même un instant. Il attaque alors la grotte de la Vieille Folle, mais est bloqué à une centaine de mètres de l'entrée par un bassin profond. Il y revient en 1904 avec un bateau démontable 'Osgood'. Le bateau prend l'eau, leur progression est interrompue par une voûte mouillante et le bateau finit par chavirer. En janvier 1911, profitant de grands froids, ils reprennent l'exploration avec un bateau en meilleur état (un Berthon). Ils réussissent cette fois-ci à franchir ce premier lac mais butent sur une cascade qu'ils jugent infranchissable dans l'eau glacée. De retour en juin, en période sèche, ils franchissent la cascade et butent cette fois-ci sur un escarpement important qu'ils ne franchiront qu'en avril 1912. Ils atteignent une diaclase noyée qu'ils pensent être en relation avec les Biefs Bousset. Pendant cette période, Fournier, aidé de son équipe, explore aussi le Gouffre de Jérusalem où il se trouve également bloqué non loin de l'entrée sur une voûte plongeante, le Gouffre de la Baume des Crêtes où il atteint probablement la salle du Réveillon en 1903 (-100 mètres), le Gouffre du Creux qui Sonne à Montmahoux qu'il explore jusqu'au premier siphon en 1912. Enfin, il visite la source du Verneau pénétrable sur quelques mètres par basses eaux et se dit convaincu qu'elle est en relation avec les grottes du plateau et qu'un aménagement devrait permettre d'en faire une attraction touristique de tout premier ordre.

### Entre 1938 et 1969
En 1939, Charles Domergue reprend les explorations de Fournier, mais ne découvre qu'une nouvelle salle dans la Baume des Crètes. En 1951, le Groupe Spéléologique Dolois découvre une nouvelle salle après une longue désobstruction dans la Baume. En 1949, J.-D. Cauhépé avait tenté de franchir le premier siphon des Biefs Bousset en apnée. En 1951, les Dolois mettront pour la première fois les pieds dans le collecteur en forçant la voûte mouillante qui avait arrêté Fournier dans la gouffre de Jérusalem. Ils seront cependant bloqués un peu plus loin sur un siphon. En août 1965, des spéléologues greylois et du CAF de Pontarlier tentent de pomper le siphon de la source du Verneau qui ne baisse que d'un mètre cinquante en deux semaines avant de remonter en quelques instants à la suite d'un orage.  Notons également la salle des Suisses (découverte par des Suisses de la section Val de Travers de la SSS) en 1966. Quelques colorations par le Groupe Spéléologique Maurice Ravel dont un membre s'est également engagé en apnée dans la source du Verneau. En 1969, Jean-Claude Frachon (S.C. Jura) et Pierre Pétrequin (G.S. Doubs) plongent dans le siphon de la source sur plusieurs dizaines de mètres jusqu'à une profondeur de 10 mètres, la galerie noyée est vaste, l'espoir renaît.

### Les explorations de la SHAG (1969-1984)
À partir de 1969 et durant 15 ans, la SHAG (Société Hétéromorphe d'Amateurs de Gouffres) va s'intéresser à l'exploration du Verneau souterrain et l'attaquer par toutes les entrées. Depuis le début du siècle, le matériel a progressé, les spéléologues emploient des spits, des bloqueurs, des descendeurs, disposent d'un bon éclairage mixte (acétylène/électricité), de combinaisons étanches et surtout, la plongée souterraine est devenue possible sans prendre de risques inacceptables. En 1969, Christian et Yves Aucant se rendent compte qu'un siphon suspendu de la Vieille Folle peut être vidé par gravité. Il donnera accès à 230 mètres de nouvelles galeries, mais surtout, atteindra une profondeur supérieure au siphon terminal, laissant penser qu'il existe des galeries exondées derrière celui-ci. Les colorations donnent aussi à penser que l'eau s'écoule librement sous terre. En juin 1970, un premier, puis un second siphon, sont franchis par Yves Aucant et Pierre Pétrequin dans la Vieille Folle. Jean-Pierre Urlacher passe, lui, un premier siphon des Biefs Bousset, suivi d'un second. En août, ils atteignent le collecteur du Verneau par la Vieille Folle et subissent une première crue à la remontée. Elles sont subites et violentes, cela les découragera de reprendre les explorations dans la Vieille Folle pendant quatre ans. En 1971, ils franchissent un second siphon dans les Biefs Bousset dont ils découvrent immédiatement un shunt. C'est ensuite la chasse aux courants d'air, après quelques explorations et désobstructions, ils mettent les pieds dans le collecteur actif, qu'ils peuvent suivre sur environ un kilomètre, le 5 juin 1971. Les jours suivants, ils explorent plus avant le collecteur et ses affluents. Cette année-là, les autres grottes sont explorées, désobstructions, pompages, plongées mais rien ne donne sur des découvertes spectaculaires. Un travail de désobstruction pour contourner le siphon des Biefs Bousset qui constitue un obstacle à l'exploration est entrepris en octobre. Ces travaux aboutissent le 22 février 1972, permettant l'accès au collecteur aux non-plongeurs.
En janvier 1972, le collecteur est atteint par la Baume des Crêtes.
De nombreuses escalades sont tentées pour découvrir une jonction entre les Biefs et la Vieille Folle. En vain. C'est finalement par un nouveau siphon que la jonction sera réalisée le 21 mai 1972. Plusieurs plongées permettent aussi d'étendre l'exploration du gouffre de Jérusalem. Le 25 août 72, le siphon aval du collecteur, à la source du Verneau est franchi (230 mètres) et les bonnes conditions météorologiques de l'été 1972 permettent l'exploration de plus de 7 kilomètres de galeries (en 9 expéditions). Le siphon, devenu dangereux, est nettoyé de ses nombreux fils d'Ariane laissés par les explorations précédentes et abîmés par les crues. Il est rééquipé correctement avec du câble électrique. En 1974, les travaux reprennent dans la Vieille Folle et, le 15 février 1975, la jonction est effectuée avec les Biefs Bousset et la résurgence du Verneau. Le réseau atteint désormais 18 kilomètres de développement et 352 mètres de dénivellation. Le 17 juillet 1976, c'est le gouffre de Jérusalem qui jonctionne à son tour. Une première traversée entre la Vieille Folle et la source est réalisée en octobre 1976 par deux équipes qui se croisent au milieu.
Le 1er octobre 1977, c'est au tour de la Baume des Crêtes d'être jonctionnée avec le gouffre de Jérusalem, la dénivellation atteint 387 mètres pour un développement de 27 600 mètres. En octobre 1978, la télévision s'invite dans la Baume des Crêtes (Antenne 2 -- Mi-Fugue, Mi-Raison). En novembre, une traversée Biefs Bousset - résurgence est réalisée en 15 heures (des bouteilles de plongée ont été placées en amont du siphon la veille).
Il faut attendre 1983 pour que le siphon du côté de la salle des Patafoins soit contourné et rende une grande partie du réseau accessible aux non-plongeurs. Pour faciliter l'exploration de ce réseau devenu très grand, un bivouac est installé en septembre 1983 au débouché de la Vieille Folle, il facilitera l'exploration de l'affluent du Creux qui Sonne qui est rejoint le 14 juillet 1984.
Entre-temps, des spéléologues de Nans-sous-Sainte-Anne aidés d'autres du G.S. Doubs et de pompiers de Besançon sont parvenus à contourner le siphon terminal après avoir élargi de nombreux passages dans la grotte Baudin. En période de basses eaux, il est maintenant possible de sortir par le bas. Le 6 août 1984, Yves Aucant, Alain Couturaud, Patrick Pelaez et Claude Schmitt effectuent la première traversée du réseau (Biefs Bousset-Baudin) sans plonger.

### Spéléométrie depuis 1984
En juin 2011 le réseau a un développement de 33 300 met 35 000 m en 2015 pour un dénivelé de 387 m.

## Coordonnées des entrées
- Gouffre de Jerusalem : 46° 59′ 46″ N, 6° 05′ 14″ E
- Grotte de la Vieille Folle : 46° 59′ 28″ N, 6° 02′ 54″ E
- Baume des Crêtes : 46° 59′ 44″ N, 6° 04′ 34″ E
- Biefs Bousset : 46° 59′ 39″ N, 6° 04′ 29″ E
- Grotte Baudin : 46° 58′ 44″ N, 6° 00′ 20″ E (?)
- Résurgence : 46° 58′ 43″ N, 6° 00′ 21″ E